# Station Mielec Fabryka
Station Mielec Fabryka is een spoorwegstation in de Poolse plaats Mielec.